# Johann Daniel Titius
Johann Daniel Titius, född den 2 januari 1729, död den 11 december 1796, var en tysk astronom och professor i Wittenberg.
Han är mest känd för att ha formulerat Titius-Bodes lag. Med lagens stöd förutspådde han även existensen av en planet mellan Mars och Jupiter på avståndet 2,8 AU från solen. Det var inget misstag, som påstås i vissa skrifter utan pekade helt enkelt ut asteroidbältet, representerat av asteroiden Ceres. Det var Johann Elert Bode som menade att det var Ceres som var denna saknade planet.

## Eftermäle
Nedslagskratern Titius på månen och asteroiden 1998 Titius är uppkallad efter honom.